# نهی (فجیره)
نهی (در عربی:  الُنهی ) روستای کوچکی از توابع شهر دبا الفجیره در نوار ساحلی کرانهٔ دریای عمان از توابع امارت فجیره از امارات هفتگانه دولت امارات متحده عربی و در شبه جزیره عربستان واقع شده‌است. این روستای در پایهٔ رشتهٔ کوه حجر واقع شده‌است. این روستا یکی از زیباترین روستاهای شهر (دبا الفجیره) است، مخصوصاً در فصل زمستان و موسم باران و بهار، دره عظیمی از وسط روستا می‌گذرد که روستا به دوقسمت تقسیم نموده‌است. در فصل بهار و موسم باران و جریان آب در وادی مناظر جالبی به وجود آورده‌است، بنابراین گردشگران در این ایام در اطراف این وادی خیمه و خرگاه برپاه می‌کنند و برای استراحت و استحمام به این ناحیه می‌آیند.

## جمعیت
دارای (۸ خانوار) و ۶۹ نفر جمعیت است که از اهل سنت و مالکی مذهب هستند. پیشهٔ مردم روستا ماهی گیری است.